# Cícones

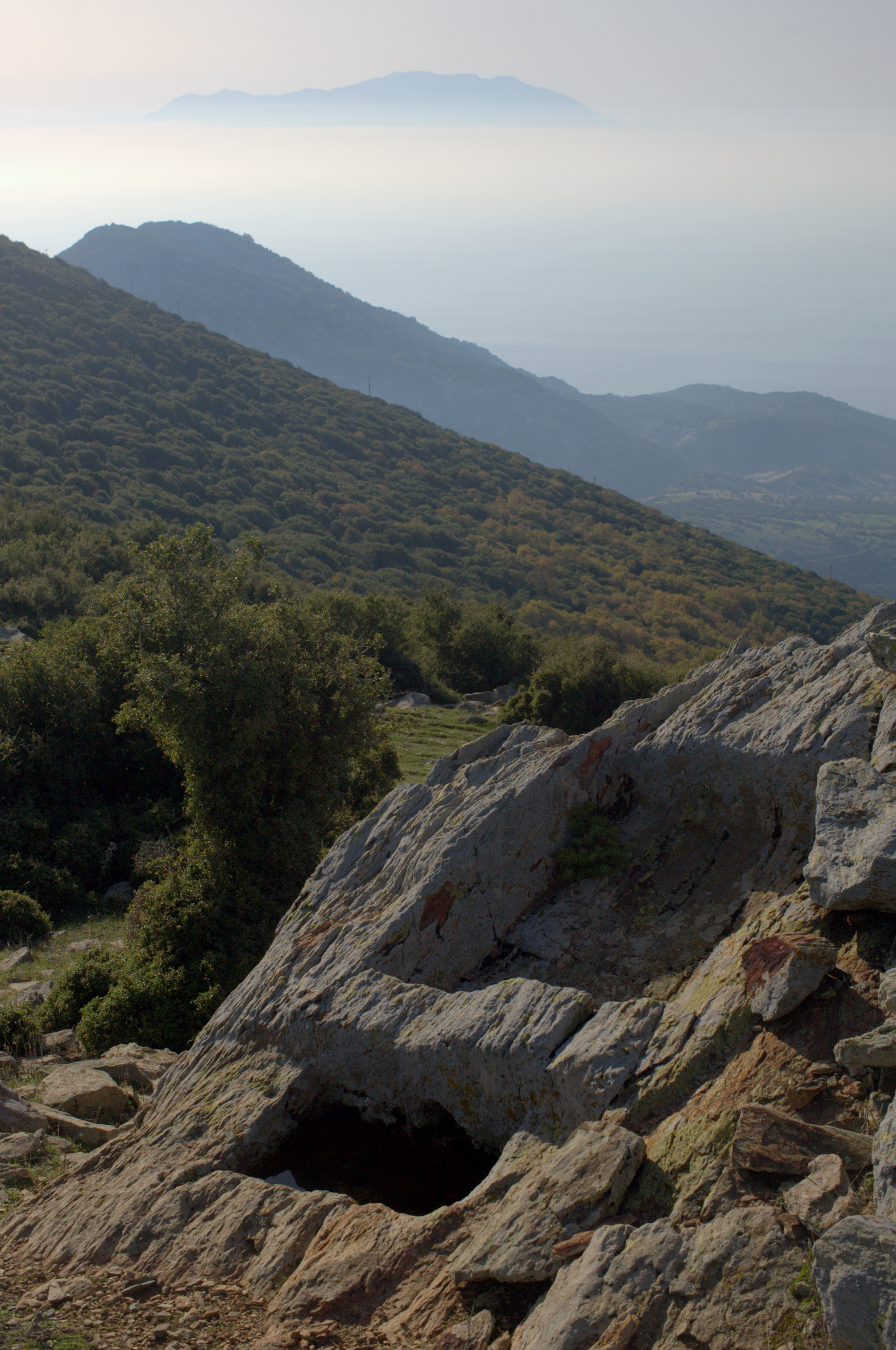
Montaña de Ismaro y, al sur, Samotracia.

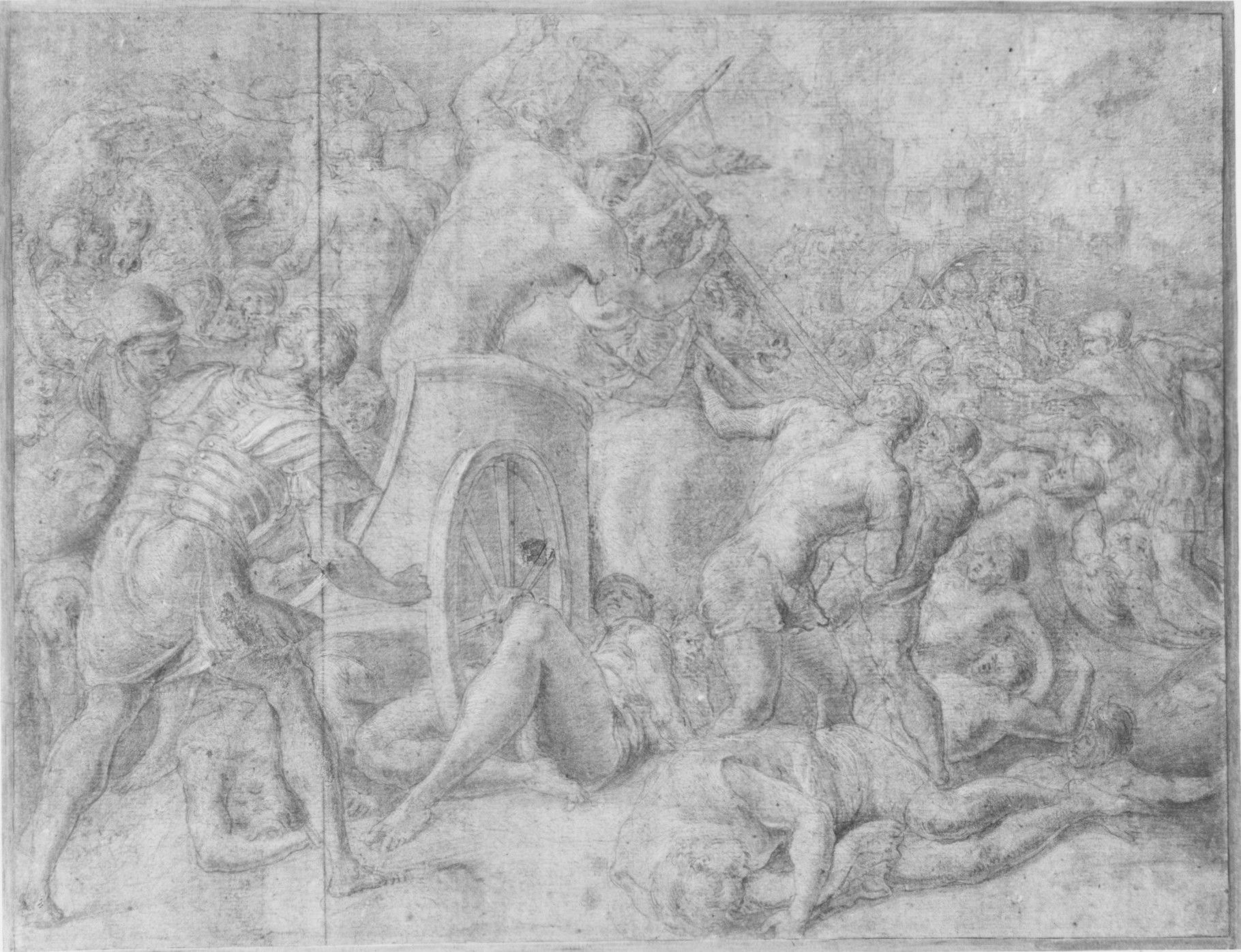
Estudio de Primaticcio para un fresco, que después sería destruido, de la Galería de Ulises, del Palacio de Fontainebleau: Odiseo y sus compañeros luchan con los cícones.

La tribu de los cícones (Κίκονες, Kikones, término a veces transcrito como si fuera una palabra llana: «cicones») habitaba en Tracia, entre el río Axio y el Hebro, que limitaba con el territorio de los tracios petos. Su epónimo era Cicón, hijo de Apolo y Ródope.
En la Odisea (Canto IX), Odiseo le narra a Alcínoo que tras finalizar la guerra de Troya atacó por sorpresa Ismaro ( Ἴσμαρος - Ismaros), ciudad de los cícones. Odiseo y sus hombres mataron a los cícones que se cruzaron en su camino, mientras quemaban las ciudades pertenecientes a los mismos y capturaban a sus mujeres; pero más tarde, por detenerse más de lo debido disfrutando del botin de guerra, llegaron refuerzos que atacaron a los invasores aqueos, matando a muchos de ellos. Esto forzó a Odiseo y a sus hombres a huir en sus barcos, ahora con sus tripulaciones reducidas. Después de escapar, transcurrieron nueve días con un intenso temporal. 
Ismaro debía estar situada cerca del monte del mismo nombre, en la costa meridional tracia, a unos 25 km al oeste de la ciudad de Zona (Tracia). Ismaro luego se llamó Ismara. En Ismara, había un lago, el Ismáride, también conocido como Corriente de Odiseo.

Marón, sacerdote de Apolo en la ciudad ciconia de Ismaro, fue protegido, así como su familia, por Odiseo del saqueo. Marón le regaló un vino dulce muy fuerte, con el que después lograría embriagar a Polifemo.
Otras ciudades cíconas eran Jantea y Maronea.
Aparecen en la Ilíada, entre los tracios aliados de Troya, acaudillados por Eufemo.

## Después de Homero
En la Antigüedad el término cícones fue usado a veces para designar a los tracios en su conjunto. En las Argonáuticas órficas, Orfeo es el rey de los cícones. También son mentados por Ovidio y por Virgilio. Esopo, según Heráclides Póntico y la Vida de Esopo, era tracio, y el escritor Eugitón afirmaba, según la Suda, que era de Mesembria, pueblo de los cícones en la costa de Tracia.